# Ahmad Amiruddin
Ahmad Amiruddin (ur. 3 października 1982 w Boni) – piłkarz indonezyjski grający na pozycji napastnika.

## Kariera klubowa
Karierę piłkarską Amiruddin rozpoczął w klubie Tim Pra PON Sulawesi Selatan, gdzie grał w juniorach, podobnie jak w PSM Makassar. W 2004 roku awansował do kadry pierwszej drużyny PSM Makassar i w jego barwach zadebiutował w pierwszej lidze indonezyjskiej. W debiutanckim sezonie wywalczył z PSM wicemistrzostwo Indonezji. Następnie grał w Persiram Rajat Ampat, Arema Malang i Mitra Kukar FC.

## Kariera reprezentacyjna
W reprezentacji Indonezji Amiruddin zadebiutował w 2006 roku. W 2007 roku został powołany przez selekcjonera Iwana Kolewa do kadry na Puchar Azji 2007. Na tym turnieju był rezerwowym i nie rozegrał żadnego spotkania.